# Roosendaal
Roosendaal este un oraș în provincia Brabantul de Nord, Țările de Jos.

## Localități componente
- Roosendaal (66.660 loc.)
- Wouw (4.920 loc.)
- Heerle (1.900 loc.)
- Nispen (1.440 loc.)
- Wouwse Plantage (1.230 loc.)
- Moerstraten (660 loc.)